# Zambia hívójelkörzetei
Zambia jelenleg (2024) nincs felosztva hívójelkörzetekre.
A Zambia számára az ITU a 9[I..J] hívójelprefixet határozta meg.
| Prefix  | Körzet | Hely/jelleg | ITU zóna | CQ zóna | 1 szintű QTH lokátor |
| ------- | ------ | ----------- | -------- | ------- | -------------------- |
| 9[I..J] | [0..9] | Zambia      | 52       | 36      | KI, KH               |

## Lajstromjel
Vízi és légi járművek lajstromjelezéséhez a 9J prefixet használják.